# A Đạt La
A Đạt La (mất 184, trị vì 154–184) là người trị vì thứ 8 của Tân La, một trong Tam Quốc Triều Tiên. Ông thường được gọi là A Đạt La ni sư kim, ni sư kim (isageum) là một tước hiệu lãnh đạo trong thời kỳ đầu của Tân La. Là hậu duệ của người sáng lập nên vương quốc là Hách Cư Thế, ông mang họ Phác (Bak).

## Bối cảnh
Ông là con trai cả của vua Dật Thánh, mẫu hậu của ông cũng xuất thân từ gia tộc Phác. Ông kết hôn với con gái của Kì Ma ni sư kim, do vậy đây là một cuộc hôn nhân nội bộ vương thất. Ông là thành viên cuối cùng của gia tộc Phác nắm quyền cai trị Tân La trong thời kỳ đầu. Các hậu duệ của Hách Cứ Thế về sau lại lên trị vì vương quốc một lần nữa vào thời điểm Tân La Thống nhất gần đi đến hồi kết.

## Trị vì
Theo đánh giá được thuật lại trong Tam quốc sử ký (Samguk Sagi), thời gian trị vì của A Đạt La đã chứng kiến sự phát triển đáng kể. Bởi Tân La vẫn còn là một tiểu quốc, tuy nhiên, một số học giả nghi ngờ về niên đại hay cho đây chỉ là các trận chiến lãnh thổ với gia tộc Tích (Seok), những người đã thay thế gia tộc Phác để nắm quyền tại Tân La sau giai đoạn trị vì của A Đạt La.
Ông được viết là đã mở đường qua Haneuljae (thuộc Mungyeong ngày nay) vào năm 157, và cũng có thể đi qua Jungnyeong (thuộc Yeongju ngày nay) vào năm 159, mở rộng Tân La về phía bắc của dãy núi Sobaek (Tiểu Bạch).
Căng thẳng gia tăng với vương quốc Bách Tế kình địch do nước này cho một kẻ phản bội Tân La ẩn náu. Tam quốc sử ký thuật rằng có 20.000 lính và 8.000 kị binh của Tân La đã chiến đấu với Bách Tế vào năm 167.
Dưới thời trị vì của mình, A Đạt La duy trì quan hệ hữu hảo với Nụy Quốc tại Nhật Bản, đất nước đã cử một sứ thần đến vào năm 158. Nữ hoàng Himiko (Ti Di Hô) cũng gửi một sứ thần khác vào năm 173.

## Di sản
Không có ghi chép về các hoạt động của ông trong thập kỉ trị vì cuối cùng. Ông qua đời mà không có con trai nối dõi, và kế vị là người của gia tộc Tích (Seok). Lăng mộ của A Đạt La được cho là nằm ở bên cạnh hai vị quốc vương sau này của dòng dõi Hách Cư Thế, tại khu Samneung gần Namsan ở trung tâm Gyeongju.

## Gia đình
- Phụ vương: Dật Thánh ni sư kim.
- Mẫu hậu: họ Phác, con gái của một nhánh vương thất khác.
- Vương hâu: Nội Lễ phu nhân (Naelye) họ Phác, con gái của vua Kỳ Ma